# 小林皓正
小林 皓正（こばやし こうせい、1937年8月21日 - ）は、福島県会津出身のフリーアナウンサー。

## 来歴
神代高校卒業後の1956年に中央大学法学部へ進学し、在学中は読売新聞で昼間アルバイトをしながら夜間通学していた。
大学卒業後の1960年に日本短波放送へアナウンサーとして入社するが、大学を夜間通学していたため「それなら、昼間は会社へ」と、4ヶ月早くから出社していた。月曜日から土曜日までの午前中は先輩からアナウンスの講習を受け、時には兜町の東京証券取引所へ、株の値読みの放送をしに出かけたりしていた。ある時に、競馬放送をしている先輩アナウンサーに「競馬場に来ないか」と声をかけられたのがきっかけで、土曜日は午後、日曜日は朝から競馬場に行くようになった。中山では放送席、東京では放送室の外でひたすら実況練習を積み、当時の東京の放送室はトタン屋根の上にプレハブ造りで、ちょっとした風でも吹こうものならガタピシと音をたてた。台風が来た日には放送室は危ないというので貴賓室へ避難したこともあった。技術の人たちが目の前に大きなアンペックスのオープンリール用の録音機を持って来て「ゴールまで必ずアナウンスをしろよ!」と励まされ、素晴らしい環境の中での勉強であった。その内に少頭数のレースの場内実況をしたりして、度胸もついたように見え、夏の福島からのデビューを先輩が決めてくれた。本番は緊張してあがってしまい、何日か経って、先輩が1枚の葉書を目の前へ持ってきた。「素人より下手だ…」という1行が書いてあり、「もうちょっと練習してみるか?」という先輩の言葉に、ただただ領くだけであった。この頃は正月開催が終わった後は中京単独開催となった時代で、小林は一度だけ出張に同行したことがあり、名物のどて焼きを食べて体を温めながら放送をしていた。
主に中央競馬実況中継では、グレートヨルカがメイズイの三冠を阻止した菊花賞、嶋田功がトウコウエルザで三連覇を達成した優駿牝馬、ハイセイコー・タケホープの引退レースでタニノチカラが勝った有馬記念など数々の大レースをアナウンスし、野平祐二騎手最後のインタビューや第22回有馬記念の勝利騎手インタビューではインタビュアー、1978年3月10日にはテンポイントの告別式で司会を務めた。テンポイントに関しては、1975年・函館の新馬戦と1977年・東京のオープンを実況している。
菊花賞の時は前日に京都入りし、解説者で日本経済新聞記者の小堀孝二も同行した。2人が厩舎に着いた時、メイズイ鞍上の森安重勝が入口を入ってすぐのところに一人で縁側のような一尺ばかり出ている板に腰掛け、リンゴを丸かじりしていた。声をかける雰囲気ではなかったが、緊張感は無く、なにかシラッとした雰囲気であった。小林は森安と話をした記憶は無く、小堀もほとんど喋らなかった。このシーンが強烈に脳裏に焼きついたせいか、その時にメイズイを見たのかどうかも覚えていなかった。厩舎を出てから、スタンドの中に造られた放送席へ行き、中継の放送時間も午後からであったため、時間に余裕を持って色々なことを思い巡らした。本番では声が出ず、周囲の歓声に完全に負けてしまい、何を言っているのかほとんど聞き取れなかった。ゴール前の部分が、後にクラウンレコードから発売された「ドキュメント 日本ダービー」というレコードに使われていた。
入社して1年後に長岡一也が入社し、強力なライバルの出現に強い危機感を覚えた小林はそれか他の人には無いもの、自分だけの武器を持つことを考えた。その結果が血統の勉強に繋がったほか、自らレコード会社を訪ねて、新譜をはじめ様々な情報を収集して、歌謡番組を担当。当時の日本短波放送では音楽番組はまったく不毛の分野で、スポンサードされるということはほとんど無かったが、小林はレコード会社を1社ずつ訪ねては少しずつ情報を収集して回る。当初はなかなか相手にしてもらえなかったが、競馬好きな人物が突破口になった。
1984年に退社後は賢プロダクションに所属し、中央競馬ワイド中継・ハイライトの初代キャスターを2002年まで務めた。
1月の中山開催では3歳特別競走のレース名に全て「竹」が入るが、ワイド中継・ハイライトキャスター時代の小林は、「馬が一生懸命走っているのに、“チクショウ”はない」との考えから、黒竹賞（くろちくしょう）や朱竹賞（しゅちくしょう）、寒竹賞（かんちくしょう）を「このレース」「3歳特別戦」などとあえて回りくどい言い方にした。
競馬マスコミと携わる傍らで、春日八郎やテレサ・テンの専属司会など芸能の分野にも精通。現在は東京都調布市上石原在住で、社会福祉法人「子供の家こすずめ会」 理事長を務める傍ら、演歌歌手・岬英二の専属司会者。オフトーク通信のアナウンスメント、番組制作の講師も務めた。

## エピソード
レース実況

### 第24回菊花賞（1963年）
スタートしました。さて外の方から一気に行きました1頭、さて、コウライオーが行きました。その外回りましてメイズイがスーッとコウライオーを交わしました。メイズイ、トップ。コウライオー2番手であります。これから遠いところに行きます。メイズイが1馬身リード、2番手にはコウライオーであります。その後に9番のコウタローが3番手をキープ。コウタローが2番手に進むかと思われましたが、今度はコウタローが、コウライオーが見事に2番手に上がりました。先頭はメイズイであります。メイズイのリードが3馬身あります。2番手にはコウライオーが続きます。これからスタンド前にかかります。お客さん一杯のスタンド前にかかろうというところ。メイズイをトップにいたしまして、他の馬9頭がその後3馬身から4馬身ぐらいの差で進んでまいります。さて2番手には外からインコースにコウライオー、思わずスタンド前から拍手が沸き起こります。外の方からグレートヨルカ、3番手につけました。コウライオー、グレートヨルカ、その差が2馬身あります。その後に9番のコウタロー4番手、コウタローがおります。パスポートのインコースには3番のカツラツキコマ、大きく遅れて6番のカームスメント、その後に1番のハヤトオー、ハヤトオーの後には5番モンテキングがおります。大きな歓声を浴びながら、これから第1コーナーをカーブ。メイズイ、断然リードしました。ここで5～6馬身、さらに大きな差が開きます。大きく差が開きました。2番手にはコウライオーがおります。コウライオーの外にグレートヨルカがおります。その後に9番のコウタローがおります。その3頭がほとんど固まりまして、第2コーナーを早くもメイズイがトップを切りましてカーブしました。2番手以下、さあ10馬身くらい離れましたか。だいぶ大きく離しまして15～16馬身離れました。2番手には、依然としてコウライオーがぴったり続きます。コウライオーのあと8番のグレートヨルカが3番手をキープします。グレートヨルカのあとちょっと遅れました。9番のコウタローであります。コウタロー僅かに遅れました。向こう正面中間から、もう1度スタート地点にかかります。先頭メイズイのリード15～16馬身あります。ちょっと差が縮まりましたか、コウライオー差が縮めました。コウライオー差を縮めました。さらに1馬身遅れて今度はグレートヨルカもおります。グレートヨルカもおります。さあ、その後にはパスポートあたりもおります。坂を一番登りまして、心臓破りの坂を登りました。これから一番遠いところへ行きます。先頭はメイズイ、リードが5～6馬身からさらに3馬身くらいになった。さあ、今度は外からメイズイ、えー、グレートヨルカ、グレートヨルカ、ズーッと差を詰めました。1馬身から半馬身、さあ先頭はメイズイですが、メイズイの外からグレートヨルカ、さあ、この辺でグレートヨルカの差し脚がだいぶ怖くなりました。固まりました。全く固まりました全馬。先頭はメイズイであります。メイズイリード。2番手にはグレートヨルカ、グレートヨルカの 後に外にコウライオーがおります。直線に入ります。あと400の標識通過半馬身ありません。半馬身ありません。メイズイとグレートヨルカ半馬身ありません。直線コースに入りました。さあ先頭はメイズイ、メイズイ先頭。ちょっと外に回った。メイズイが外に切れて･････ちょっとよれました。メイズイよれた。さあ苦しいレースになった。一番インコースから来たのがコウライオー、コウライオー。そしてその外グレートヨルカ。グレートヨルカ、コウライオー。さあ三冠馬ならないメイズイ下がった。グレート出た。グレート、コウライオー交わした。メイズイぐんぐん下がった。3番手です。3番手以下に下がりました先頭は8番のグレートヨルカ、グレートヨルカ2馬身リード、2番手はコウライオー。メイズイ三冠馬なりません。残念です。メイズイ敗れました。勝ちましたのがグレートヨルカ、メイズイ三冠ならず。

### 第35回優駿牝馬（1974年）
スタートしました。さて、第1コーナーでのポジションが大切です。どの馬が行きますか。エビスオール、サクライワイがやはりスッと出ます。その内からはメジロトヤマも出たいところです。更にエビスオールが行きます。ユウダンサーズが行きます。芦毛、シャダイブルースも行きます。先頭はユウダンサーズ福永洋一、エビスオール、更にその内4番メジロトヤマ、更に行く馬が9番のラッキーオイチであります。第1コーナーをカーブするところは、関西のユウダンサーズが先頭を奪いました。この位置が問題です。そして4番のメジロトヤマ2番手に続いて行きます。エビスオールが続いて行きます。インコースにはラッキーオイチ控えます。外を通って芦毛のシャダイブルース行っています。そしてハナミズキが行きます。ハナミズキの外からは22番のカネアケビが今、行ってまいりました。出てまいりました。そのインコースに12番のクリシスコという体制、クリシスコのインコースにはミスストーが先頭から10馬身ぐらい、ちょっとおかしくなったのはメジロトヤマでしょうか。おかしくなりました。メジロトヤマがちょっとジョッキー立ち上がりましたメジロトヤマ、横山騎手が立ち上がっています。さて、向こう正面に出まして流れが緩くなりました。インコース6番エビスオールが行っています。
サクライワイは全くいいところがないか。さあ、馬群の中に入っています。あと600、先頭は22番カネアケビ、ここで引き離した。更に大外を通って突っ込んで来たのがメジロフクシマ、メジロフクシマがいい脚で伸びて来た。トウコウエルザは馬群の真ん中、先頭まで7、8馬身というところ。内ラチいっぱいに回りますカネアケビ、カネアケビ頑張った。更に馬群の中央からメジロフクシマ、メジロフクシマの外からもう一頭突っ込んで来た。もう一頭突っ込んで来たのが何でしょうか。懸命に突っ込んで来ますアイテイシロー、真ん中からはトウコウエルザか、更に一番先頭に立ったのはここで15番、15番のスピードシンザン、スピードシンザン先頭に立った。シンザンの子供。大外から嶋田功突っ込んで来た!3連覇なるか!スピードシンザンが追った!トウコウエルザ追った!トウコウエルザ追った!3連覇懸けた!ゴールイン!

### 第19回有馬記念（1974年）
19回目のグランプリ、有馬記念、係員離れました。スタートしました。9頭がドッと飛び出しました。日本一の王座をかけます。インコース好ダッシュハイセイコー。カーネルシンボリも良いダッシュを見せました。当然トーヨーアサヒが出てくるものと思われますが、タニノチカラがインコースから行きます。タニノチカラが僅かにトップを奪いました。7番のトーヨーアサヒがそれに続きまして2番手。それを追いましては、インコース1番ハイセイコー、外からは8番のストロングエイトが続いて行っています。その真ん中にいるのがカーネルシンボリです。カーネルシンボリの後は、ちょっと馬群が切れています。タケホープであります。タケホープが行っています。そしてベルワイドはインコースを通ります。そしてホウシュウエイト、ホウシュウエイトの外側にイチフジイサミがおります。スタンド前にかかってまいりました。スタンド前にかかってまいります。タニノチカラ去年とは違うレースです。トーヨーアサヒ行くかと思えましたが、タニノチカラ負けずに行きます。田島騎手、今年は行くぞ!といった気迫が感じられます。先頭はタニノチカラ。トーヨーアサヒ2番手、ハイセイコー大きなストライド3番手、そしてストロングエイトが外から行きます。カーネルシンボリが行きます。ここから馬群が切れます。タケホープは内側に入って行きました。そしてそれを追ってはホウシュウエイト、ホウシュウエイトの外にはイチフジイサミという展開です。縦に長い展開、一列縦隊になりまして、先頭からおしまいまでは、およそ10馬身。時計にして2秒くらい違う間隔です。第2コーナーをカーブ、向こう正面に出ます。タニノチカラが先頭です。トーヨーアサヒは2番手です。これをつつく感じは1番のハイセイコー3番手。ハイセイコーから5馬身下がります。中島が追うストロングエイト、ストロングエイトのすぐ後ろタケホープが行こうとしています。タケホープ差を縮め出しました。カーネルシンボリその後に後退。ベルワイド、虎視眈々。ホウシュウエイト、インコース。イチフジイサミ相変わらず最後方。縦の長い展開がちょうど第3コーナーの手前のところで徐々にその差が1馬身から1馬身に縮まりまして、800の標識を通過しています。タニノチカラ先頭。タニノチカラ先頭。ホウシュウエイト行った。この辺は混戦になった。そしてストロングエイトはちょっと後退。タケホープ外から行った。タケホープ外から行きまして、あっと言う間に2番手に進出。ストロングエイトはじりじり後退。600、あと日本一まで600。先頭はタニノチカラ、タニノチカラ先頭。ハイセイコーこれを追う。ハイセイコーこれを追う。タケホープはその後になった。3番手。タケホープ の後はちょっと馬群が切れて、切れ味のあるベルワイドが突っ込んできた。あと400。しかし前の3頭は余裕がある。一番インコースには天皇賞馬・関西馬タニノチカラ、ハイセイコー真ん中、タケホープ遅れた。外側から遅れた。先頭はどうやら逃げ切りか、タニノチカラ頑張る、タニノチカラあと200、日本一まであと200。ハイセイコーも脚があがった。タケホープ坂を上がってインコースに突っ込んだ。もう苦しいところ。タケホープは3番手。先頭3番タニノチカラ、タケホープ突っ込んだ。3番のタニノチカラ先頭でゴールイン。2番手はどうでしょうか。つかまえたか、ハイセイコーをタケホープがつかまえたか。どうでしょう。つかまえきれたかどうか。ハイセイコーが粘った、タケホープ追い込んだ。2番手が微妙です。日本一はタニノチカラ!2分35秒9です。50秒4、37秒7。田島君です。自分のペースをつくりました。 2分35秒9、50秒4、37秒7。2着、2着は写真です。 勝ちましたのはタニノチカラ、3連勝マークしました。日本一の座です。2着、3着はよく頑張ったハイセイコー、もう必死の力を振り絞りました、負けじとタケホープも伸びてきました。タケホープ、そしてハイセイコー、できるならば同着にしたい、そんな感じの2着争いです。
出走馬紹介

### 第7回ジャパンカップ（1987年）
- ①サウスジェット
西へ西へと顔を向け、やって来ました日出ずる国へ。アメリカ代表サウスジェット。

- ②イアデス
お前の脚には夢がある。いつか咲くだろ大きな花が。アメリカのイアデス。

- ③トウカイローマン
四年も前のことなのか。 あの日お前は光ってた。彼との出会いが思い出を甦らせるか、トウカイローマン。

- ④アワウェイバリースター
サザンクロスに祈って旅に。2度目の出会いに胸躍るアワウェイバリースター。

- ⑤コックニーラス
初めて踏んだ異国の芝に頑張らなくちゃと身がしまる、イギリスのコックニーラス。

- ⑥トリプティク
指折り数えて待ってたこの日。 去年の悪夢はサラリと忘れ、きっと手にとるJCレース。フランスのトリプティク。

- ⑦レジェンドテイオー
いつも通りのレースをすると、人気に力が追いついた、日本のレジェンドテイオー。

- ⑧ガルダン
惚れたお前を追いかける地方ファンの声が飛ぶ。日本地方代表ガルダン。

- ⑨マウンテンキングダム
秋になればと言われたが、ついに見せるかその真価。イギリスのマウンテンキングダム。

- ⑩サニースワロー
いかに相手が強くとも、持てる力を全部出す。日本サニースワロー。

- ⑪ルグロリュー
名を求めて東へ西へフランス、ドイツ、アメリカへ旅を重ねたこの1年。日本に来たフランス、ルグロリュー。

- ⑫ムーンマッドネス
大きな星が光ってる。あの日あの空の思い出を、見せてくれるか東京コ ース。 イギリスのムーンマッドネス。

- ⑬アカビール
凄い奴との手合わせで、自分の力試したい。アメリカのアカビール。

- ⑭ダイナアクトレス
お前は可憐な愛の花。冬に咲かすか大輪を。日本のダイナアクトレスです。

### 第104回天皇賞（1991年）
- ①ナイスナイスナイス
去年の春の3200。そのあと休養1年半。復活かけてる、ナイスナイスナイス。

- ②カミノクレッセ
勝ち星全部がダートだけれど、末の切れ味芝ならもっと。3連勝の勢いに乗って、咲かせてみせるか大きな花を。カミノクレッセ。

- ③ミスタートウジン
関東のファンの前でレース。見せてくれてるダート戦。1800までの安定ぶりを強豪相手のこの距離でいかに見せるかミスタートウジン。

- ④ホワイトストーン
絶対、必ず、どうしても、欲しいGI天皇賞。2000にかけるその夢を、ホワイトストーン。

- ⑤ホワイトアロー
1800の距離よりも、この距離実績大いに光る。グレードレース挑戦は5回連続ホワイトアロー。

- ⑥ムービースター
中京小倉の重賞レース。レコードマークで連続制覇。小さなからだをいっぱいに使って走るムービースター。

- ⑦メジロマーシャス
夏の函館カムバック。好位マークの器用な脚を見せてくれるか。メジロマーシャス。

- ⑧プレジデントシチー
最年長の9歳馬。長い距離での実績を持って挑戦天皇賞。 プレジデントシチー。

- ⑨メイショウビトリア
夏の調整順調で、一叩きされGⅠ挑戦。父、祖父、マル父メイショウビトリア。

- ⑩プレクラスニー
夏を越したら秋にはきっと、誓った言葉を改めてここで確認したいプレクラスニー。

- ⑪フェイムオブラス
初めて挑戦2000の距離にスター相手に見せ場つくるか。 フェイムオブラス。

- ⑫ミスターシクレノン
京都記念に出たときは、ハンデ頭におされたことも。弟一緒に天皇賞に出走果たしたミスターシクレノン。

- ⑬メジロマックイーン
2000どう乗る。どうこなす。春秋の連覇目指して初東上。見せてくれるか古馬No.1の晴れ姿。メジロマックイーン。

- ⑭カリブソング
春の3200より秋の2000は好材料。好位マークでゴール前、抜けてこれるかカリブソング。

- ⑮ショウリテンユウ
このところ苦しいレースの連続で、力の壁に悩んでる。 中央の左回りはこれが2度目。ショウリテンユウ。

- ⑯モガミチャンピオン
切れるときには豪快にあっさり先頭ゴールイン。決まれば怖いモガミチャンピオン。

- ⑰リストレーション
函館特別、東京重賞。連続制覇で意気あがる6歳牝馬のリストレーション。

- ⑱スエボトウショウ
夏の小倉で堅実振り、秋の中京切れ味を見せて出場天皇賞ヌエボトウショウ。

### 第11回ジャパンカップ（1991年）
- ①ドラムタップス
ヨーロッパ、アメリカでレース。来る前はイタリアで走りました。長距離実績目立つドラムタップス。

- ②テリモン
カツラギエースの2着ベッドタイムと同じ父バスティノ。タイプは似ているが、スタミナではこちらが上と語るブリテン調教師。テリモン。

- ③マジックナイト
この秋ヨーロッパ4歳牝馬で最強と言われています。凱旋門賞でも2着と大健闘。マジックナイト。

- ④エスプラッシュオブカラー
ロンシャンでGIを勝って、GIロスマンズインターナショナルに挑戦、5着と頑張って、JCへ。スプラッシュオブカラー。

- ⑤メジロマックイーン
先日の天皇賞の悔しさをここで一気に!実力No.1を改めて確認させたメジロマックイーン。

- ⑥フジヤマケンザン
日本では4歳からただ1頭挑戦。父方からプリテイキャスト、母方からテンポイント。大活躍の馬の名前が出てきます。菊花賞の頑張りを。フジヤマケンザン。

- ⑦ワジド
日本でいうならさしずめダイイチルビー。父ノーザンテースト、母ダーリア。まさに名血・夢の結合です。ワジド。

- ⑧カリブソング
天皇賞でよく走って繰り上がりの2着。春シーズン 当然好レース期待できます。カリブソング。

- ⑨メインキャスター
大負けはなし。堅実振りが売り物。メインキャスター。

- ⑩メジロアルダン
久し振りの富士ステークスでは見せ場なしの敗退でした。この一戦で自分の強さを思い出してくれたかメジロアルダン。

- ⑪シャフツベリーアヴェニュー
ロンドンの有名な通りの名前をとったとか、南半球の期待を背中に颯爽とメインストリートを歩きたい、シャフツベリーアヴェニュー。

- ⑫ロックホッパー
13戦7勝うち重賞6つ。GIの勝ち星はないものの、安定したレース振り。ロックホッパー。

- ⑬ラフハピット
オセアニアの馬のレースキャリアを見ると、もう本当によく使われるものだと感心させられます。よく使われて、よくガンバッテ、ラフハピット。

- ⑭ゴールデンフェザント
日本で大人気、外国産馬、持込馬、たくさん入っているカロの仔。昨年のアーリントンミリオン、勝利の力発揮できれば。ゴールデンフェザント。

- ⑮ジョージモナーク
去年と違うレース振り。成長をみせてのオールカマーの獲得。富士ステークスを叩かれて、2年連続JC挑戦地方のジョージモナーク。

### 第52回菊花賞（1991年）
- ①ナカノハヤテ
長距離戦も最内を当てて当然ペースをつくる馬の1頭となるはずです。きつい展開になりそうです。ナカノハヤテ。

- ②シンホリスキー
春に華麗な逃げ脚・先行力で見せたあのスピードをどこで生かすか、悩みはあるようです。ただ、長距離戦ではとかく先に行く馬が·····シンホリスキー。

- ③フジアンバーワン
500万の平場のレースに続いて、900万の特別を手に入れ、さらに神戸新聞杯でも好位から来て2着でゴール。秋を前に成長著しい1頭です。フジアンバーワン。

- ④イイデサターン
春活躍のイイデ軍団の構成員の1頭として好走していました。しかしNHK杯で人気になりながら大敗。宝塚でも惨敗でした。休養明けトライアル5着をどう評価するか。イイデサターン。

- ⑤ナイスネイチャ
特別の連勝に続いて、グレードレースも連勝。"実力馬が勝つ”と言われる菊花賞、有力馬の1頭にのし上がりました。ナイスネイチャ。

- ⑥マチカネヒオドシ
北海道成長組です。逃げ一辺倒の脚質が変わって、好位マーク型になってきました。これは大きな財産になることでしょう。マチカネヒオドシ。

- ⑦キョウワユウショウ
デビュー5度目のレースで初勝利。その勢いで菊花賞に大きなポイントになる嵐山Sで見事2勝目。初の強力馬たちとの手合わせとなります。キョウワユウショウ。

- ⑧イブキマイカグラ
極端な追い込み脚質が、怪我から立ち直った秋に成長を見せてくれました。このレースにダービー欠場の悔しさのすべてをぶつけます。イブキマイカグラ。

- ⑨シャコーグレイド
ルドルフの仔トウカイテイオーに詰め寄ったかに見せた、皐月賞のゴール前。同じ三冠馬ミスターシービーの産駒としての意地を見ました。ここでもあの切れ味を生かせれば.....。シャコーグレイド。

- ⑩フジヤマケンザン
正月の新馬勝ちのあと脚部不安が発生。カムバック後は巨体に似合わぬ器用なところをみせています。戸山厩舎のハードトレーニングに耐えて、やっと出場できたフジヤマケンザン。

- ⑪ブレエトワール
レース振りに積極さが出てきました。自分でどんな型のレースでもつくることができます。 夏、函館でつけた力が注目をあびます。ブレエトワール。

- ⑫ロングタイトル
小倉で条件特別を勝ってトライアルに挑戦、そこも決め手鋭く突破して2連勝。父パークリージェントは7F~9Fで好成績。距離の壁はないのか、ロングタイトル。

- ⑬ホクセイシプレー
小倉でグレードレースに出たあと休養、3か月振りの実戦が菊花賞となりました。祖母の兄弟はあのミルジョージ。この血に活路を、ホクセイシプレー。

- ⑭ワンモアライブ
ダービー6着のあと1戦して休養。久々のトライアルでは苦戦でした。 一叩きされて、ワンモアライブ。

- ⑮イイデセゾン
クラシックでもう息だった父タケシバオーの夢を実現できそうに思えた春でした。かなり厳しいローテーションの疲れなのでしょうか、秋は苦しいイイデセゾン。

- ⑯ヤングシゲオー
ダービーの日の特別に出たあと休養。そして秋は好調な滑り出しを見せました。900万条件ではありますが、特別で2着、1着。勝負強さを見せ出したヤングシゲオー。

- ⑰サクラヤマトオー
3歳のときに勝っていた頃は、クラシックには･･･と大いに期待されていました。あの頃の強さを忘れない人たちはたくさんいるのです。サクラヤマトオー。

- ⑱レオダーバン
トウカイテイオーの安田隆行騎手はダービーのときにこれはコワイと思ったのが、この馬だったと言ってます。ダービー2着の力を、レオダーバン。

## 出演していた番組

### 局アナ時代
- 中央競馬実況中継
- 勝馬大作戦

### フリー転向後
- 中央競馬ワイド中継・ハイライト（千葉テレビ・テレビ神奈川・テレビ埼玉）
- 小林皓正の馬は友達（FMえどがわ）
- お楽しみ土曜深夜放送（アール・エフ・ラジオ日本）
- 週刊ストーリーランド（日本テレビ）
- ルパン三世 セブンデイズ・ラプソディ（日本テレビ） - 競馬アナウンサー 役

## 主な実況歴

### GI級レース
- 皐月賞（1971年）
- 優駿牝馬（1965年、1970年、1972年、1974年、1980年）[20]
- 宝塚記念（1967年）
- 菊花賞（1963年）
- 天皇賞・秋（1979年）
- 中山大障害・秋（1967年）[21]
- 有馬記念（1974年）[22]

### その他
- 京成杯（1970年、1975年）
- アメリカジョッキークラブカップ（1974年、1979年）
- スプリングステークス（1968年）
- 4歳牝馬特別・東（1980年）
- 日本短波賞（1973年）
- 北海道3歳ステークス（1970年）[23]
- 新潟記念（1965年）
- セントライト記念（1967年[24]、1969年）
- ダービー卿チャレンジトロフィー（1969年[25]）
- クモハタ記念（1972年）

## 著作
- 小林皓正の競馬ワンダーランド（週刊競馬ブック連載を書籍化したもの。2006年2月18・19日号が最終回となった、コスモヒルズ、1992年5月5日発行）ISBN 4877038086
- サラブレッド血統マップ'94（コスモヒルズ、1994年6月発行）ISBN 4877038175
- 新・血統マップ 日本&世界のサイヤーライン サラブレッド（コスモヒルズ、2003年4月発行）ISBN 4877038329